# ナモ・バーラト・ラピッド・レール
ナモ・バーラト・ラピッド・レール（Namo Bharat Rapid Rail）は、インドの国有鉄道であるインド鉄道が運営する列車種別。短距離の都市間輸送や地域輸送向けの列車で、計画当初は「ヴァンデ・メトロ（Vande Metro）」と呼ばれていたが、営業運転開始を機に現在の愛称に改められた。

## 導入までの経緯
2023年、インド鉄道省の2023年度予算の可決後、鉄道大臣のアシュウィニ・ヴァイシュナウ（Ashwini Vaishnaw）は、短距離を利用する通勤客向けに、冷房を搭載した高速かつ高性能の列車を導入する旨を記者会見で発表した。これは、同様の目的で使用されていた「MEMU」と呼ばれる電車列車の代替を目的としたものである。
これを受け、2023年から開発が行われ、2024年に最初の車両が完成した。そして、同年4月から行われた試運転を経て同年9月から営業運転に投入されている。

## 車両
「ナモ・バーラト・ラピッド・レール」で使用される車両は、長距離列車「ヴァンデ・バーラト急行」に使用される車両を基に開発された電車である。プラグドアや大型窓を採用した車体はモジュール構造を使って製造されており、全車とも冷房が完備されている他、車内には真空トイレ、スマートフォンなどの充電設備などが設置されている。また、安全性の向上も図られており、衝突回避システム「カヴァチ（Kavach）」の導入に加え、消火設備や非常灯、監視カメラの搭載などの施策がなされている。営業最高速度は110 km/hで、編成は12両を基本としている。

## 運用
「ナモ・バーラト・ラピッド・レール」が最初に導入されたのはアフマダーバードとブジを結ぶ列車（列車番号：94801 / 94802）で、ブジ方面は2024年9月17日、アフマダーバード方面は9月18日から営業運転を開始した。以降、ムンバイ近郊鉄道を始めとしたインド各地の通勤・近郊系統へ向けて導入が実施される事になっている。